# 住井辰男
住井 辰男（すみい たつお、1881年（明治14年）1月8日 - 1962年（昭和37年）7月17日）は、日本の実業家。三井物産代表取締役社長や、三井本社筆頭常務理事を務めた。

## 人物・経歴
三重県出身。小学校卒業後港湾労働者となり、1897年三井物産入社。三井物産香港支店次長、三井物産京城支店長兼朝鮮生糸監査役等を経て、1938年大正海上火災保険監査役。1939年伊藤與三郎らとともに三井物産常務取締役に就任。1941年玉造船所専務取締役兼所長。
1942年に重要物資管理営団が設立されると理事長に就任。1943年に交易営団が設立されると石田礼助総裁の下で副総裁に就任した。同年三井物産会長に内定するも健康上の理由で辞退した。1944年三井物産会長。同年会長制が社長制に変更され三井物産社長に横滑りした。
日本の降伏後、三井本社筆頭常務理事として、松本季三志三井本社次席常務理事、宮崎清三井物産社長とともに連合国軍最高司令部経済科学局長のレイモンド・クレーマー大佐を綱町三井倶楽部での晩餐会に招待し、財閥解体を阻止すべく説得にあたるなどした。その後、三井物産社長などにより公職追放となる。
養子和は朝鮮総督府内務局長等を務めた今村武志の三女。